# Melanospiza
Melanospiza (grondvinken) is een geslacht van zangvogels uit de familie Thraupidae (tangaren).

## Soorten
Het geslacht kent de volgende twee soorten:
- Melanospiza bicolor – Maskergrondvink
- Melanospiza richardsoni – Sint-Luciagrondvink